# رافا نافارو (لاعب كرة قدم)
رافا نافارو (بالإسبانية: Rafael Navarro Rivas)‏ هو لاعب كرة قدم ومدرب كرة قدم إسباني في مركز نصف الجناح، ولد في 10 يناير 1972 في قرطبة في إسبانيا. لعب مع نادي فياريال.